# MonsterVerse
 Pour plus de détails, voir Fiche technique et Distribution
Le MonsterVerse est un univers cinématographique composé de films regroupant plusieurs monstres célèbres du cinéma (des Kaijū), notamment Godzilla et King Kong. Des séries télévisées sont également sorties.
La franchise est distribuée par Warner Bros. et produite par Legendary Pictures, en partenariat avec la Tōhō (qui détient notamment les droits de Godzilla). Elle est composée de cinq films : Godzilla (2014), Kong: Skull Island (2017), Godzilla 2 : Roi des monstres (2019), Godzilla vs Kong (2021), Godzilla x Kong : Le Nouvel Empire (2024) et des séries Skull Island (2023) et Monarch: Legacy of Monsters (2023). Un sixième film, intitulé Godzilla x Kong: Supernova est prévu pour sortir en 2027.

## Développement

### Cinéma
Legendary Pictures confirme au San Diego Comic-Con en juillet 2014 avoir acquis les droits de Mothra, Rodan et King Ghidorah de Tōhō. En septembre 2015, Legendary annonce que le film Kong: Skull Island ne sera pas développé avec Universal Pictures. Au lieu de cela, il est produit en collaboration avec Warner Bros.. Cela a déclenché la spéculation des médias selon laquelle Godzilla et King Kong allaient apparaître dans un film commun,.
En octobre 2015, Legendary dévoile ses plans et confirme que Godzilla et King Kong apparaîtront dans un film intitulé Godzilla vs Kong prévu en 2020. Legendary révèle la création d'un univers cinématographique commun « centré autour de Monarch » (l'agence gouvernementale secrète apparue dans le Godzilla de 2014) et qui « rassemble Godzilla et le King Kong de Legendary dans un écosystème d'autres super-espèces géantes, à la fois classique et nouveau ». Alors que Legendary reste sous la coupe d'Universal, l'entreprise poursuit sa collaboration avec la Warner Bros. pour cette franchise. Plus tard, en octobre, il est confirmé que Kong: Skull Island contiendra des références à Monarch.
En mai 2016, Warner Bros. annonce que Godzilla vs Kong sortira le 29 mai 2020 et que Godzilla 2 : Roi des monstres est repoussé de juin 2018 à mars 2019. En octobre 2016, Legendary déclare que Godzilla 2 : Roi des monstres sera tourné chez Oriental Film Metropolis à Qingdao, en Chine. Le même mois, il a été révélé que Legendary réunit ses auteurs pour créer l'univers cinématographique commun Godzilla-Kong, avec Alex Garcia pour la supervision du projet.
Au début de janvier 2017, Thomas Tull, fondateur de Legendary, démissionne de la tête de l'entreprise mais reste producteur de l'univers commun, alors nommé MonsterVerse. En mars 2017, Legendary réunit ses scénaristes pour développer l'histoire de Godzilla vs Kong.
En mars 2022, une suite à Godzilla vs Kong est annoncée. Toujours réalisé par Adam Wingard, le film mettra en scène Dan Stevens dans le rôle principal. Adam Wingard et Dan Stevens avaient déjà travaillé ensemble sur le thriller The Guest (2014). La sortie de Godzilla x Kong : Le Nouvel Empire a lieu en avril 2024.
Au mois de mai 2025, Warner Bros. publie une teaser pour annoncer qu'un nouvel opus, Godzilla x Kong: Supernova, est en développement, pour une sortie en 2027.

### Télévision

#### Skull Island
En janvier 2021, il est annoncé qu'une série d'animation dans le style japonais anime, intitulée Skull Island, est en développement. Il est précisé que la série sera centrée sur les aventures de personnages naufragés, essayant de s'échapper de l'île abritant divers monstres préhistoriques. Elle est écrite par Brian Duffield et produite par Legendary Television, Tractor Pants Productions, Powerhouse Animation Studios et Netflix Animation. La série est diffusée sur Netflix.

#### Monarch: Legacy of Monsters
En janvier 2022, Legendary annonce qu'Apple TV+ a commandé une série en prise de vues réelles avec Godzilla et les titans. Le scénariste Chris Black est engagé comme showrunner. Cette série devrait mettre en scène une famille qui découvre un héritage et des secrets liés à l'organisation secrète Monarch. Le projet est produit par Legendary Television, Safehouse Pictures, Tōhō et Apple TV+,.
En juin 2022, Legendary annonce qu'Anna Sawai, Ren Watabe, Kiersey Clemons, Joe Tippett et Elisa Lasowski incarneront les rôles principaux de cette série. Matt Shakman, qui officiera comme producteur délégué, réalise les deux premiers épisodes.
Monarch: Legacy of Monsters est diffusée en 2023.

## Filmographie

### Liste des productions
| Films                              | Année | Réalisateurs        | Scénaristes                                  | Histoire                                          | Producteurs                                                                    | Statut           |
| ---------------------------------- | ----- | ------------------- | -------------------------------------------- | ------------------------------------------------- | ------------------------------------------------------------------------------ | ---------------- |
| Godzilla                           | 2014  | Gareth Edwards      | Max Borenstein                               | David Callaham                                    | Thomas Tull, Jon Jashni, Mary Parent et Brian Rogers                           | Sortis           |
| Kong: Skull Island                 | 2017  | Jordan Vogt-Roberts | Dan Gilroy, Max Borenstein et Derek Connolly | John Gatins                                       | Thomas Tull, Jon Jashni, Mary Parent et Alex Garcia                            | Sortis           |
| Godzilla 2 : Roi des monstres      | 2019  | Michael Dougherty   | Michael Dougherty et Zach Shields            | Max Borenstein, Michael Dougherty et Zach Shields | Thomas Tull, Jon Jashni, Mary Parent, Alex Garcia et Brian Rogers              | Sortis           |
| Godzilla vs Kong                   | 2021  | Adam Wingard        | Eric Pearson et Max Borenstein               | Terry Rossio, Michael Dougherty et Zach Shields   | Thomas Tull, Jon Jashni, Brian Rogers, Mary Parent, Alex Garcia et Eric McLeod | Sortis           |
| Godzilla x Kong : Le Nouvel Empire | 2024  | Adam Wingard        | Terry Rossio, Jeremy Slater et Simon Barrett | NC                                                | Thomas Tull, Jon Jashni, Eric McLeod, Alex Garcia                              | Sortis           |
| Godzilla x Kong: Supernova         | 2027  | Grant Sputore       | NC                                           | NC                                                | NC                                                                             | En développement |

| Séries                      | Année       | Réalisateurs        | Scénaristes | Producteurs                      | Plateformes de diffusion | Statut |
| --------------------------- | ----------- | ------------------- | --- | -------------------------------- | ------------------------ | ------ |
| Skull Island                | 2023        | Brian Duffield (en) | Brian Duffield | Brian Duffield et Jacob Robinson | Netflix                  | Sortie |
| Monarch: Legacy of Monsters | 2023 - 2024 | Matt Shakman        | Chris Black (en), Matt Fraction, Andrew Colville, Milla Bell-Hart, Amanda Overton, Karl Taro Greenfeld, Mariko Tamaki et Al Letson |                                  | Apple TV+                | Sortie |

### Ordre chronologique
La liste ci-dessous indique l'ordre chronologique du scénario global du MonsterVerse :
- Godzilla : awakening : 1945 à 1954 (sortie en 2014) ;
- Monarch: Legacy of Monsters : 1952 (épisode n°2 - sortie en 2023) ;
- Monarch: Legacy of Monsters : 1954 (épisode n°3 - sortie en 2023) ;
- Monarch: Legacy of Monsters : 1955 (épisodes n°6 et 8 - sortie en 2023) ;
- Monarch: Legacy of Monsters : 1959 (épisode n°1 - sortie en 2023) ;
- Monarch: Legacy of Monsters : 1962 (épisode n°9 - sortie en 2023) ;
- Monarch: Legacy of Monsters : 1972 (épisode n°9 - sortie en 2023) ;
- Kong: Skull Island : 1973 (sorti en 2017) ;
- Skull Island (en) : 1993 (sortie en 2023) ;
- Skull island : the birth of Kong : 1996 (sortie en 2017) ;
- Godzilla : 1999 (début du film - sortie en 2014) ;
- Monarch: Legacy of Monsters : 2012 (épisode n°7 - sortie en 2023) ;
- Monarch: Legacy of Monsters : 2013 (épisode n°4 - sortie en 2023) ;
- Monarch: Legacy of Monsters : 2014 (épisode n°5 - sortie en 2023) ;
- Godzilla : 2014 (sortie la même année) ;
- Godzilla : aftershock : 2014 (sortie en 2019) ;
- Monarch: Legacy of Monsters : 2015 (épisodes n°1 à 10 - sortie en 2023) ;
- Monarch: Legacy of Monsters : 2017 (épisode n°10 - sortie en 2023) ;
- Godzilla 2 : Roi des monstres : 2019 (sortie la même année) ;
- Godzilla : dominion : 2021 (sortie la même année) ;
- Kingdom Kong : 2021 (sortie la même année) ;
- Godzilla vs Kong : 2024 (sortie en 2021) ;
- Kong : survivor Instinct : 2024 (sortie la même année) ;
- Godzilla x Kong : titans chasers : date inconnue (sortie en 2025) ;
- Godzilla x Kong : the hunted : 2027 (sortie en 2024) ;
- Godzilla x Kong : Le Nouvel Empire : 2027 (sortie en 2024).

## Distribution et personnages
| Films et série                     | Godzilla (2014)                    | Kong: Skull Island (2017)                  | Godzilla 2 : Roi des monstres (2019) | Godzilla vs Kong (2021)            | Godzilla x Kong : Le Nouvel Empire (2024) |                    | Monarch: Legacy of Monsters (depuis 2023) |
| Monstres (en capture de mouvement) | Monstres (en capture de mouvement) | Monstres (en capture de mouvement)         | Monstres (en capture de mouvement)   | Monstres (en capture de mouvement) | Monstres (en capture de mouvement)        | Monstres           |                                           |
| ---------------------------------- | ---------------------------------- | ------------------------------------------ | ------------------------------------ | ---------------------------------- | ----------------------------------------- | ------------------ | ----------------------------------------- |
| Godzilla                           | T.J. Storm (en)                    |                                            | T.J. Storm                           | T.J. Storm                         | T.J. Storm                                | présence           |                                           |
| King Kong                          | Terry Notary et Toby Kebbell       |                                            | Terry Notary et Toby Kebell          | Terry Notary et Toby Kebell        | Terry Notary et Toby Kebell               | Présence           |                                           |
| Ghidorah                           |                                    | Jason Liles, Alan Maxson et Richard Dorton |                                      |                                    |                                           |                    |                                           |
| Mothra                             | Présence via effets spéciaux       |                                            | présence                             |                                    |                                           |                    |                                           |
| Rodan                              | Présence via effets spéciaux       |                                            |                                      |                                    |                                           |                    |                                           |
| Humains                            | Humains                            | Humains                                    | Humains                              | Humains                            | Humains                                   | Humains            |                                           |
| Ford Brody                         | Aaron Taylor-Johnson               |                                            |                                      |                                    |                                           |                    |                                           |
| Ford Brody                         | C. J. Adams (jeune)                |                                            |                                      |                                    |                                           |                    |                                           |
| Dr Ishiro Serizawa                 | Ken Watanabe                       |                                            | Ken Watanabe                         |                                    |                                           |                    |                                           |
| Elle Brody                         | Elizabeth Olsen                    |                                            |                                      |                                    |                                           |                    |                                           |
| Joe Brody                          | Bryan Cranston                     |                                            |                                      |                                    |                                           |                    |                                           |
| Dr Vivienne Graham                 | Sally Hawkins                      |                                            | Sally Hawkins                        |                                    |                                           |                    |                                           |
| William Stentz                     | David Strathairn                   |                                            | David Strathairn                     |                                    |                                           |                    |                                           |
| Sandra Brody                       | Juliette Binoche                   |                                            |                                      |                                    |                                           |                    |                                           |
| James Conrad                       |                                    | Tom Hiddleston                             |                                      |                                    |                                           |                    |                                           |
| Hank Marlow                        |                                    | John C. Reilly                             |                                      |                                    |                                           |                    |                                           |
| Hank Marlow                        | Will Brittain (jeune)              |                                            |                                      |                                    |                                           |                    |                                           |
| Mason Weaver                       |                                    | Brie Larson                                |                                      |                                    |                                           |                    |                                           |
| Preston Packard                    |                                    | Samuel L. Jackson                          |                                      |                                    |                                           |                    |                                           |
| William "Bill" Randa               |                                    | John Goodman                               |                                      |                                    |                                           | John Goodman (âgé) |                                           |
| William "Bill" Randa               | Anders Holm (jeune)                | John Goodman                               |                                      |                                    |                                           |                    |                                           |
| Houston Brooks                     |                                    | Corey Hawkins                              | Joe Morton                           |                                    |                                           |                    |                                           |
| San Lin                            |                                    | Jing Tian                                  |                                      |                                    |                                           |                    |                                           |
| Mark Russell                       |                                    |                                            | Kyle Chandler                        | Kyle Chandler                      |                                           |                    |                                           |
| Emma Russell                       |                                    |                                            | Vera Farmiga                         |                                    |                                           |                    |                                           |
| Madison Russell                    |                                    |                                            | Millie Bobby Brown                   | Millie Bobby Brown                 |                                           |                    |                                           |
| Madison Russell                    | Alexandra Rabe (jeune)             |                                            |                                      |                                    |                                           |                    |                                           |
| Rick Stanton                       |                                    |                                            | Bradley Whitford                     |                                    |                                           |                    |                                           |
| Sam Coleman                        |                                    |                                            | Thomas Middleditch                   |                                    |                                           |                    |                                           |
| Alan Jonah                         |                                    |                                            | Charles Dance                        |                                    |                                           |                    |                                           |
| Diane Foster                       |                                    |                                            | Aisha Hinds                          |                                    |                                           |                    |                                           |
| Jackson Barnes                     |                                    |                                            | O'Shea Jackson Jr.                   |                                    |                                           |                    |                                           |
| Lauren Griffin                     |                                    |                                            | Elizabeth Ludlow                     |                                    |                                           |                    |                                           |
| Anthony Martinez                   |                                    |                                            | Anthony Ramos                        |                                    |                                           |                    |                                           |
| Dr Ilene Chen                      |                                    |                                            | Zhang Ziyi                           |                                    |                                           |                    |                                           |
| Dr Ling Chen                       |                                    |                                            | Zhang Ziyi                           |                                    |                                           |                    |                                           |
| Nathan Lind                        |                                    |                                            |                                      | Alexander Skarsgård                |                                           |                    |                                           |
| Ilene Andrews                      |                                    |                                            |                                      | Rebecca Hall                       | Rebecca Hall                              |                    |                                           |
| Jia                                |                                    |                                            |                                      | Kaylee Hottle                      | Kaylee Hottle                             |                    |                                           |
| Bernie Hayes                       |                                    |                                            |                                      | Brian Tyree Henry                  | Brian Tyree Henry                         |                    |                                           |

## Accueil

### Box-office
| Film                               | Année  | Box-office brut     | Box-office brut   | Box-office brut   | Entrées France | Budget          | Ref(s) |
| Film                               | Année  | États-Unis / Canada | Reste du monde    | Mondial           | Entrées France | Budget          | Ref(s) |
| ---------------------------------- | ------ | ------------------- | ----------------- | ----------------- | -------------- | --------------- | ------ |
| Godzilla                           | 2014   | 200 676 069 USD     | 328 400 000 USD   | 529 076 069 USD   | 1 361 689      | 160 000 000 USD | ,      |
| Kong: Skull Island                 | 2017   | 168 052 812 USD     | 400 600 000 USD   | 568 652 812 USD   | 1 613 179      | 185 000 000 USD | ,      |
| Godzilla 2 : Roi des monstres      | 2019   | 110 500 138 USD     | 276 800 000 USD   | 387 300 138 USD   | 667 776        | 170 000 000 USD | ,      |
| Godzilla vs Kong                   | 2021   | 100 916 094 USD     | 369 200 000 USD   | 470 116 094 USD   | NC             | 155 000 000 USD | ,      |
| Godzilla x Kong : Le Nouvel Empire | 2024   | 196 350 016 USD     | 375 400 000 USD   | 571 750 016 USD   | 1 182 733      | 135 000 000 $   |        |
| Totaux                             | Totaux | 776 495 129 USD     | 1 750 400 000 USD | 2 526 895 129 USD | 4 825 500      | 805 000 000 USD | [ 26 ] |

### Critiques presse
| Film                               | Rotten Tomatoes        | Metacritic            | Allociné             |
| ---------------------------------- | ---------------------- | --------------------- | -------------------- |
| Godzilla                           | 74% (289 commentaires) | 62⁄100 (48 avis)      | 3⁄5 (20 critiques)   |
| Kong: Skull Island                 | 76% (287 commentaires) | 62⁄100 (49 avis)      | 3⁄5 (26 critiques)   |
| Godzilla 2 : Roi des monstres      | 41% (311 critiques)    | 48⁄100 (46 avis)      | 2,6⁄5 (14 critiques) |
| Godzilla vs Kong                   | 75% (385 critiques)    | 59⁄100 (57 avis)      | 2,4⁄5 (7 critiques)  |
| Godzilla x Kong : Le Nouvel Empire | 54%                    | 47⁄100 (51 critiques) | 2,5⁄5                |